# ITF Rom
Das ITF Rom ist ein Tennisturnier der ITF Women’s World Tennis Tour, das in Rom ausgetragen wird. Veranstaltungsort des Turniers ist der Reale Circolo Canottieri Tevere Remo.

## Geschichte
Offizielle Namen der Turniere bis heute:
- 2004–2010: Roma Conottieri Tevere Remo
- 2011–2012: SMA Cup Sant’Elia
- 2013–2019: Trofeo Reale Mutua
- 2022: Trofeo BMW Cup
- 2023: BMW Roma Cup
- 2024–: ATV Tennis Open

## Siegerliste

### Einzel
| Jahr | Kategorie | Siegerin                    | Finalgegnerin           | Ergebnis       |
| ---- | --------- | --------------------------- | ----------------------- | -------------- |
| 2004 | $10.000   | Sandra Záhlavová            | Stefania Chieppa        | 5:7, 6:2, 6:3  |
| 2005 | $10.000   | Anna Korzeniak              | Annalisa Bona           | 6:4, 6:2       |
| 2006 | $25.000   | Kyra Nagy                   | Alizé Cornet            | 6:2, 6:75, 6:4 |
| 2007 | $25.000   | Mervana Jugić-Salkić        | Chan Chin-wei           | 6:3, 6:4       |
| 2008 | $25.000   | Jessica Moore               | Patricia Mayr           | 6:3, 6:2       |
| 2009 | $25.000   | Eloisa Compostizo de Andrés | Estrella Cabeza Candela | 6:3, 6:72, 6:2 |
| 2010 | $25.000   | Patricia Mayr               | Sarina Dijas            | 7:62, 6:4      |
| 2011 | $25.000   | Karin Knapp                 | Laura Thorpe            | 6:3, 6:0       |
| 2012 | $25.000   | María Teresa Torró Flor     | Tereza Mrdeža           | 6.3, 6:0       |
| 2013 | $10.000   | Martina Caregaro            | Jasmine Paolini         | 6:2, 6:3       |
| 2014 | $10.000   | Ludmilla Samsonova          | Tess Sugnaux            | 6:2, 2:6, 6:4  |
| 2015 | $10.000   | Lisa Sabino                 | Anna-Giulia Remondina   | 1:6, 6:3, 6:3  |
| 2016 | $25.000   | Rebecca Šramková            | Réka Luca Jani          | 6:1, 6:1       |
| 2017 | $25.000   | Julia Grabher               | Tereza Mrdeža           | 7:5, 6:0       |
| 2018 | $25.000   | Martina Di Giuseppe         | Fanny Stollár           | 7:5, 7:64      |
| 2019 | W25       | Daniela Seguel              | Gabriela Cé             | 6:1, 7:5       |
| 2022 | W60       | Tena Lukas                  | Bárbara Gatica          | 6:1, 6:4       |
| 2023 | W60       | Petra Marčinko              | Giorgia Pedone          | 6:2, 6:2       |
| 2024 | W75+H     | Oxana Selechmetjewa         | Lina Gjorcheska         | 6:1, 7:63      |

### Doppel
| Jahr | Kategorie | Siegerinnen                               | Finalgegnerinnen                         | Ergebnis          |
| ---- | --------- | ----------------------------------------- | ---------------------------------------- | ----------------- |
| 2004 | $10.000   | Stefania Chieppa Nicole Clerico           | Valentina Sulpizio Sandra Záhlavová      | 3:6, 6:4, 6:2     |
| 2005 | $10.000   | Katalin Marosi Marina Tavares             | Giulia Meruzzi Nancy Rustignoli          | kampflos          |
| 2006 | $25.000   | Matea Mezak Nika Ožegović                 | Darija Jurak Kyra Nagy                   | kampflos          |
| 2007 | $25.000   | Chan Chin-wei Tetjana Luschanska          | Iryna Burjatschok Patricia Mayr          | 7:64, 6:4         |
| 2008 | $25.000   | Irina Kuzmina Oksana Ljubzowa             | Iryna Burjatschok Patricia Mayr          | 6:4, 4:6, [10:7]  |
| 2009 | $25.000   | María Irigoyen Teodora Mirčić             | Elisa Balsamo Stefania Chieppa           | 7:5, 6:2          |
| 2010 | $25.000   | Sophie Ferguson Trudi Musgrave            | Claudia Giovine Valentina Sulpizio       | 6:0, 6:3          |
| 2011 | $25.000   | Verónica Cepede Royg Paula Ormaechea      | Marina Shamayko Sopia Schapatawa         | 7:5, 6:4          |
| 2012 | $25.000   | Marie-Ève Pelletier Laura Thorpe          | Julia Cohen Walentina Iwachnenko         | 6:0, 3:6, [10:8]  |
| 2013 | $10.000   | Martina Di Giuseppe Bianca Hîncu          | Claudia Giovine Jasmine Paolini          | 6:1, 6:3          |
| 2014 | $10.000   | Lisa Sabino Alice Savoretti               | Luisa Marie Huber Julia Wachaczyk        | 6:73, 7:5, [10:5] |
| 2015 | $10.000   | Martina Di Giuseppe Anna-Giulia Remondina | Giulia Carbonaro Federica Spazzacampagna | 4:6, 6:2, [10:3]  |
| 2016 | $25.000   | Claudia Giovine Katarzyna Piter           | Andrea Gámiz Réka Luca Jani              | 6:3, 3:6, [10:7]  |
| 2017 | $25.000   | Eri Hozumi Miyu Katō                      | Ekaterine Gorgodse Melanie Stokke        | 6:1, 6:4          |
| 2018 | $25.000   | Conny Perrin Chanel Simmonds              | Chen Pei-hsuan Wu Fang-hsien             | 6:70, 6:1, [10:7] |
| 2019 | W25       | Arina Rodionova Storm Sanders             | Gabriela Cé Cristina Dinu                | 6:2, 6:3          |
| 2022 | W60       | Matilde Paoletti Lisa Pigato              | Darja Astachowa Daniela Vismane          | 6:3, 7:67         |
| 2023 | W60       | Angelica Moratelli Camilla Rosatello      | Oana Gavrilă Sapho Sakellaridi           | 3:6, 6:0, [10:7]  |
| 2024 | W75+H     | Leonie Küng Vasanti Shinde                | Matilde Paoletti Beatrice Ricci          | 4:6, 6:4, [10:7]  |

## Quelle
- ITF Homepage